# José Ramos (zapaśnik)
José Ramos Cardoso (ur. 29 marca 1949 w Camagüey) – kubański zapaśnik walczący w stylu wolnym. Czterokrotny olimpijczyk. Zajął jedenaste miejsce w Meksyku 1968; szesnaste w Monachium 1972; piąte w Montrealu 1976 i ósme w Moskwie 1980. Startował w kategoriach 63 – 68 kg.
Sześciokrotny uczestnik mistrzostw świata; czwarty w 1979. Wicemistrz igrzysk panamerykańskich w 1971, 1975 i 1979. Triumfator igrzysk Ameryki Środkowej i Karaibów w 1970, 1974 i 1978. Trzeci w Pucharze Świata w 1978 i czwarty w 1979 roku.